# Holotrichia microsquamosa
Holotrichia microsquamosa är en skalbaggsart som beskrevs av Frey 1972. Holotrichia microsquamosa ingår i släktet Holotrichia och familjen Melolonthidae. Inga underarter finns listade i Catalogue of Life.